# Lycaena punctifera
Lycaena punctifera är en fjärilsart som beskrevs av Stetter-stättermayer 1937. Lycaena punctifera ingår i släktet Lycaena och familjen juvelvingar. Inga underarter finns listade i Catalogue of Life.